# Lasioglossum fulgens
Lasioglossum fulgens är en biart som först beskrevs av Nurse 1902.  Lasioglossum fulgens ingår i släktet smalbin, och familjen vägbin. Inga underarter finns listade i Catalogue of Life.